# W. A. C. Bennett
William Andrew Cecil Bennett PC, OC (* 6. September 1900 in Hastings,
New Brunswick; † 23. Februar 1979 in Kelowna), üblicherweise als W. A. C. Bennett bezeichnet, war ein kanadischer Politiker. Mit einer Amtszeit von zwanzig Jahren ist er bis heute der am längsten regierende Premierminister von British Columbia. Er regierte diese Provinz vom 1. August 1952 bis zum 15. September 1972 und war während dieser Zeit Vorsitzender der British Columbia Social Credit Party. Sein Sohn Bill Bennett übte diese Ämter von 1975 bis 1986 aus. Sein Vater war ein Cousin dritten Grades von Richard Bedford Bennett, dem Premierminister Kanadas von 1930 bis 1935.

## Provinzpolitik
Als Bennett 18 Jahre alt war, zog er mit seiner Familie zunächst nach Edmonton und wenig später nach Westlock, wo sein Vater einen Haushaltswarenladen betrieb. 1930 ließ er sich in Kelowna nieder und eröffnete dort einen eigenen Laden. 1932 trat er den Freimaurern bei. Von 1937 bis 1939 war er Präsident der Handelskammer von Kelowna. Bennett trat der British Columbia Conservative Party bei und wurde am 21. Oktober 1941 als Abgeordneter des Wahlbezirks Okanagan South in die Legislativversammlung von British Columbia gewählt. Nachdem sein Vorhaben, Parteivorsitzender der Conservative Party zu werden, gescheitert war, trat er 1951 aus der Partei aus, politisierte zunächst als Unabhängiger und trat noch im selben Jahr in die British Columbia Social Credit Party ein.
Die konservativ-liberale Koalitionsregierung führte 1952 Instant-Runoff-Voting als Wahlsystem ein, in der Erwartung, dass konservative Wähler die Liberalen als zweite Präferenz angeben würden, und umgekehrt. So sollte ein Wahlsieg der sozialdemokratischen Co-operative Commonwealth Federation (CCF) verhindert werden. Von diesem Wahlsystem profitierten jedoch nicht die Regierungsparteien, sondern überraschenderweise die Socreds, die eine Minderheitsregierung bildeten. Die Partei hatte zu diesem Zeitpunkt keinen Vorsitzenden und wählte Bennett am 15. Juni 1952 in dieses Amt.

## Premierminister
Am 1. August 1952 vereidigte Vizegouverneur Clarence Wallace Bennett als Premierminister. 1953 gelang es den Socreds, bei vorgezogenen Neuwahlen erstmals die Mehrheit der Sitze zu gewinnen. Bennetts Partei war ursprünglich gegründet worden, um die Theorien von Social Credit umzusetzen. Dies war aber auf Provinzebene allein nicht möglich, weshalb Bennett die alte Ideologie rasch aufgab und aus den Socreds eine konservative Partei mit populistischen Zügen machte. Indem er wiederholt vor der „roten Gefahr“ und vor „sozialistischen Horden“ warnte, gelang es seiner Partei, die CCF (später die British Columbia New Democratic Party) von der Regierung fernzuhalten.
Während seiner zwanzigjährigen Amtszeit war Bennett nicht nur Regierungschef, sondern übte auch das Amt des Finanzministers aus. Zahlreiche umfangreiche Infrastrukturprojekte wurden verwirklicht, so der Ausbau des Hauptstraßennetzes, die Verlängerung der British Columbia Railway in den Norden der Provinz sowie Wasserkraftwerke am Peace River und am Columbia River. Zwar befürwortete Bennett grundsätzlich die freie Marktwirtschaft, verstaatlichte jedoch 1961 die Elektrizitätsgesellschaften und gründete das staatliche Unternehmen BC Hydro. Drei Jahre zuvor war die Gründung der Fährgesellschaft BC Ferries erfolgt. Bennetts Regierung schränkte die Rechte der Gewerkschaften ein, hielt den Verwaltungsapparat klein und kürzte die Sozialausgaben, baute jedoch das Bildungswesen aus.
Bei den Wahlen im August 1972 erlitten die Socreds eine empfindliche Niederlage. Am 15. September 1972 trat Bennett als Premierminister zurück und übergab das Amt David Barrett. Er blieb zunächst Oppositionsführer, legte dann aber im Juni 1973 sein Parlamentsmandat nieder. Sein Sohn Bill Bennett gewann drei Monate später diesen Sitz bei einer Nachwahl, wurde im November 1973 zum neuen Parteivorsitzenden gewählt und war von 1975 bis 1986 selbst Premierminister.
W. A. C. Bennett erhielt 1976 den Order of Canada. Er starb 1979 im Alter von 78 Jahren und wurde auf dem städtischen Friedhof von Kelowna beigesetzt. 1998 ehrte ihn die kanadische Post mit einer Briefmarke. Nach ihm ist der W.-A.-C.-Bennett-Staudamm benannt, auch die Bibliothek der Simon Fraser University trägt seinen Namen.